# Vadim Pronskiy
Vadim Pronskiy (em russo:  Вадим Пронский), nascido a 4 de junho de 1998 em Astana, é um ciclista cazaque, membro da equipa Astana.

## Palmarés
2017
- 1 etapa do Bałtyk-Karkonosze Tour

2018
- Giro do Vale de Aosta, mais 1 etapa[1]